# Медвед Јоги (филм)
Медвед Јоги (енгл. Yogi Bear) је америчка 3Д филмска комедија из 2010. године у режији Ерика Бревига, по сценарију Бреда Копленда, Џошуа Стернина и Џенифер Вентимилије. Заснован је на Хана и Барбера цртаној серији The Yogi Bear Show. У филму глуме Ана Фарис, Том Кавана, Ти Џеј Милер, Ден Акројд и Џастин Тимберлејк позајмљују гласове. Филм прати медведа Јогија и његовог помоћника Бу Буа који покушавају да спрече да се њихов дом, парк Џелистоун, затвори. Филма је снимљен на Новом Зеланду у октобру 2008.
У продукцији Sunswept Entertainment и Donald De Line, Медвед Јоги је премијерно приказан 11. децембра 2010. и у биоскопу у Сједињеним Америчким Државама шест дана касније, 17. децембра. Добио је углавном негативне критике због свог сценарија, хумора и недостатка оригиналности, иако су похваљени визуелни ефекти и вокални перформанси. Упркос негативном пријему, филм је зарадио 203,5 милиона долара широм света уз буџет од 80 милиона долара.

## Радња
Када градоначелник Браун реши да затвори парк Џелистоун, како би заташкао своје лоше управљање градским новцем и добио новац за предизборну кампању, планира да прода парк дрвној индустрији. Породице више неће моћи да уживају у природним лепотама Џелистоуна и Јоги, Бу Бу и сви њихови пријатељи биће избачени из јединог дома који имају. Суочен са највећим изазовом у свом животу, Јоги мора да докаже да је заиста „паметнији од обичног медведа”, па се он и Бу Бу удружују са ренџером Смитом како би пронашли начин да спрече затварање парка.

## Улоге
| Глумац             | Улога                                          |
| ------------------ | ---------------------------------------------- |
| Ден Акројд         | Медвед Јоги                                    |
| Џастин Тимберлејк  | Бу Бу                                          |
| Том Кавана         | Ренџер Смит                                    |
| Ана Фарис          | Рејчел Џонсон                                  |
| Ти Џеј Милер       | Ренџер Џонс                                    |
| Енди Дејли         | Градоначелник Браун                            |
| Натан Кордри       | Начелник штаба, помоћник градоначелника Брауна |
| Џош Роберт Томпсон | Наратор                                        |